# 孔杜爾恰河
孔杜爾恰河是俄羅斯的河流，位於薩馬拉州和韃靼斯坦共和國，屬於索克河的右支流，河道全長294公里，流域面積4,360平方公里，發源自薩馬拉州，在薩馬拉州注入索克河，河畔城市有努爾拉特。